# Mallinella manengoubensis
Mallinella manengoubensis là một loài nhện trong họ Zodariidae.
Loài này thuộc chi Mallinella. Mallinella manengoubensis được Robert Bosmans & van Hove miêu tả năm 1986.